# Karl Menckhoff
Carl Menckhoff (ur. 14 kwietnia 1883 w Herford w Westfalii, zm. 1948 w Szwajcarii) – as lotnictwa niemieckiego z 39 zwycięstwami w I wojnie światowej.

## I wojna światowa
W pierwszych miesiącach I wojny światowej służył najpierw na froncie zachodnim w piechocie. Do końca 1914 roku był kilkakrotnie ranny i został wyróżniony Krzyżem Żelaznym I klasy. W roku 1915 na własną prośbę został przeniesiony do Luftstreitkräfte i służył na froncie wschodnim jako obserwator. W 1916 roku został instruktorem lotniczym. Na początku 1917 roku został przydzielony do pruskiej eskadry myśliwskiej Jagdstaffel 3. Prawie przez cały czas służby pilotował samolot Albatros D.III z godłem osobistym białą drukowaną literą M. 
Swoje pierwsze zwycięstwo odniósł 5 kwietnia 1917 roku. Zestrzelił wówczas samolot Nieuport 23. Służąc w Jasta 3 brał udział w wielu walkach powietrznych, z których 20 razy wychodził zwycięsko. Kilkakrotnie sam był zestrzeliwany, ale za każdym razem wychodził prawie bez obrażeń. 23 września 1917 roku został kolejny raz zestrzelony, w czasie walki Jasta 3 z 56 Eskadrą RAF, zmierzając na pomoc innemu asowi z Jasta 3 Wernerowi Vossowi, walczącemu z 7 samolotami brytyjskimi. W walce tej zginął Werner Voss. Ostatnie zwycięstwo w Jasta 3 odniósł 4 lutego 1918 roku nad samolotem S.E.5 w okolicach Poelcapelle, wioski koło Ieper.
W połowie lutego 1918 roku został przeniesiony w stopniu kapitana jako dowódca Saksońskiej 72 Eskadry Myśliwskiej Jasta 72s. W Jagdstaffel 72 odniósł kolejne 19 zwycięstw - ostatnie 19 lipca 1918 roku. Sześć dni później kolejny raz został zestrzelony przez amerykańskiego pilota, Waltera Avery. Samolot Menckhoffa został zmuszony do lądowania na terytorium francuskim. Menckhoff dostał się do niewoli i został umieszczony w obozie jenieckim w Montoire. W sierpniu 1919 roku udało mu się uciec. Przedostał się do Szwajcarii, gdzie pozostał do końca życia.
Po zestrzeleniu i wylądowaniu na terytorium Francji Carl Menckhoff został wzięty do niewoli przez kilku francuskich żołnierzy i Waltera Avery, który wylądował koło rozbitego samolotu Menckhoffa. Na pamiątkę swojego pierwszego zwycięstwa powietrznego (i to nad asem niemieckim) Avery wyciął z kadłuba samolotu przeciwnika jego godło osobiste. 10 maja 2007 roku córka Averego, Bette Avery Applegate, oddała wyciętą literę M synowi Karla Gerardowi Menckhoff na spotkaniu League of World War I Aviation Historians.

## Odznaczenia
- Pour le Mérite – 23 kwietnia 1918
- Królewski Order Rodu Hohenzollernów
- Krzyż Żelazny I Klasy
- Krzyż Żelazny II Klasy